# Palacio Edén
El Palacio Edén es uno de los primeros edificios de gran altura de la ciudad de Mar del Plata, provincia de Buenos Aires, en la Argentina. Se encuentra en la esquina de las calles Bolívar y Buenos Aires, frente a la Plaza Colón.

## Historia

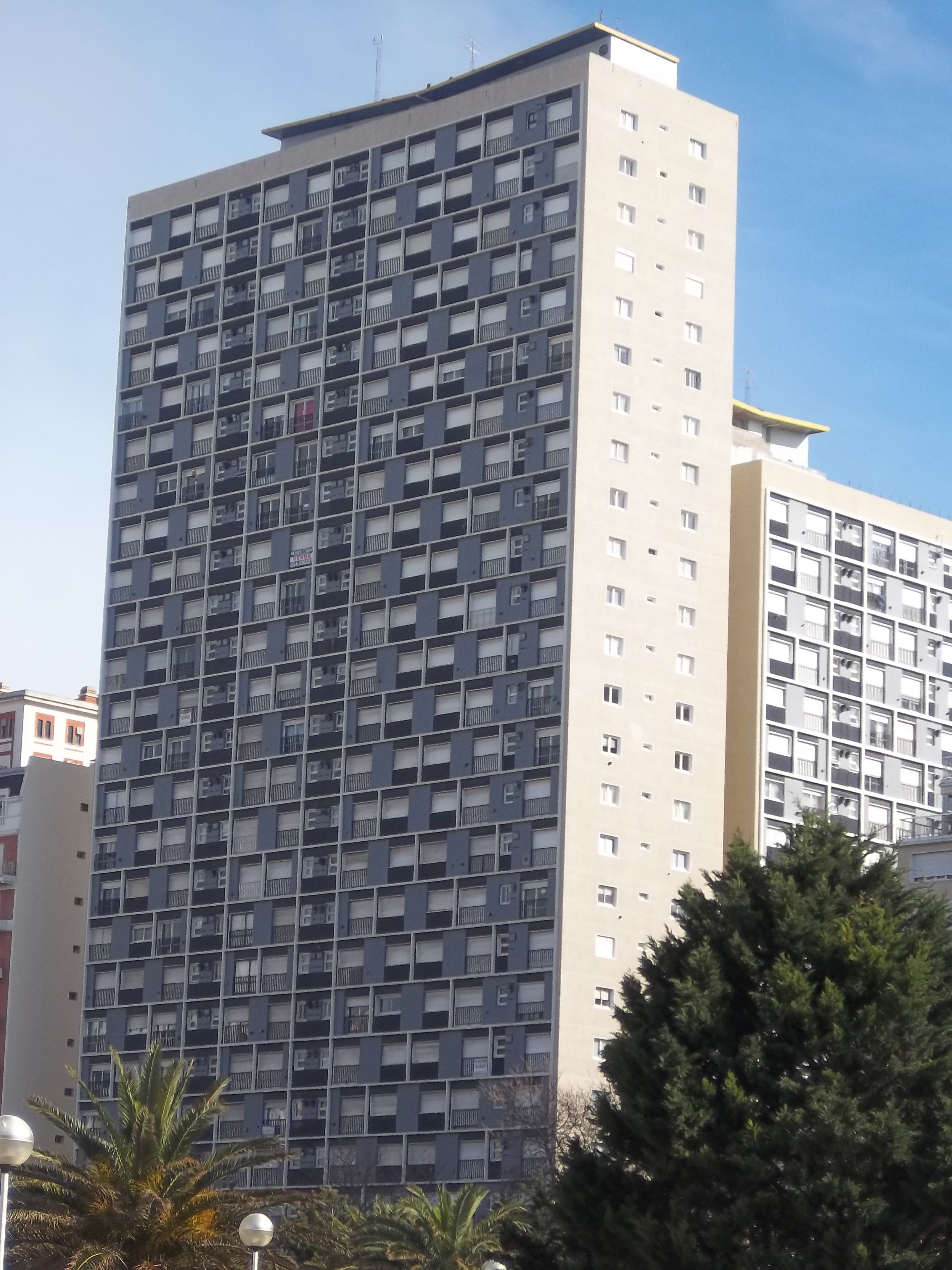
Fachada

Luego de la transformación de Mar del Plata en un balneario popular, desde la década de 1940, gracias al desarrollo del turismo social y la legislación de las vacaciones pagadas y el aguinaldo durante los sucesivos gobiernos peronistas, la ciudad sufrió un rápido y explosivo proceso de verticalización. 
Los antiguos chalets familiares y las viejas mansiones de la aristocracia de fines del siglo XIX fueron compradas por florecientes empresas constructoras, ya que sus propietarios abandonaron progresivamente la ciudad, escapando del balneario que las clases populares habían ya adoptado, mientras surge una nueva élite marplatense, conformada por comerciantes exitosos. Una de las desarrolladoras más importantes fue Demetrio Elíades y Cía. Sociedad Anónima Constructora (DELCO SCA), creada por uno de los propietarios de la fábrica de alfajores Havanna, Demetrio Elíades, oriundo de Creta (Grecia).
El Palacio Edén fue encargado a un arquitecto marplatense llamado Juan Antonio Dompé, que hasta ese momento se había dedicado a los clásicos chalets estilo Mar del Plata que habían prevalecido en la ciudad hasta la década anterior. Dompé no sólo diseñó para DELCO el Edén, sino los siguientes proyectos inmobiliarios, aún más imponentes: el Palacio Cosmos y el Edificio Demetrio Elíades, los más altos de Mar del Plata e iconos del balneario de masas.
La construcción del Edén comenzó hacia 1958, y el edificio fue entregado a sus propietarios en 1962. Mayormente, se trató de personas que utilizaban sus departamentos para veranear, ocupándolos tan solo unas pocas veces al año.

## Descripción

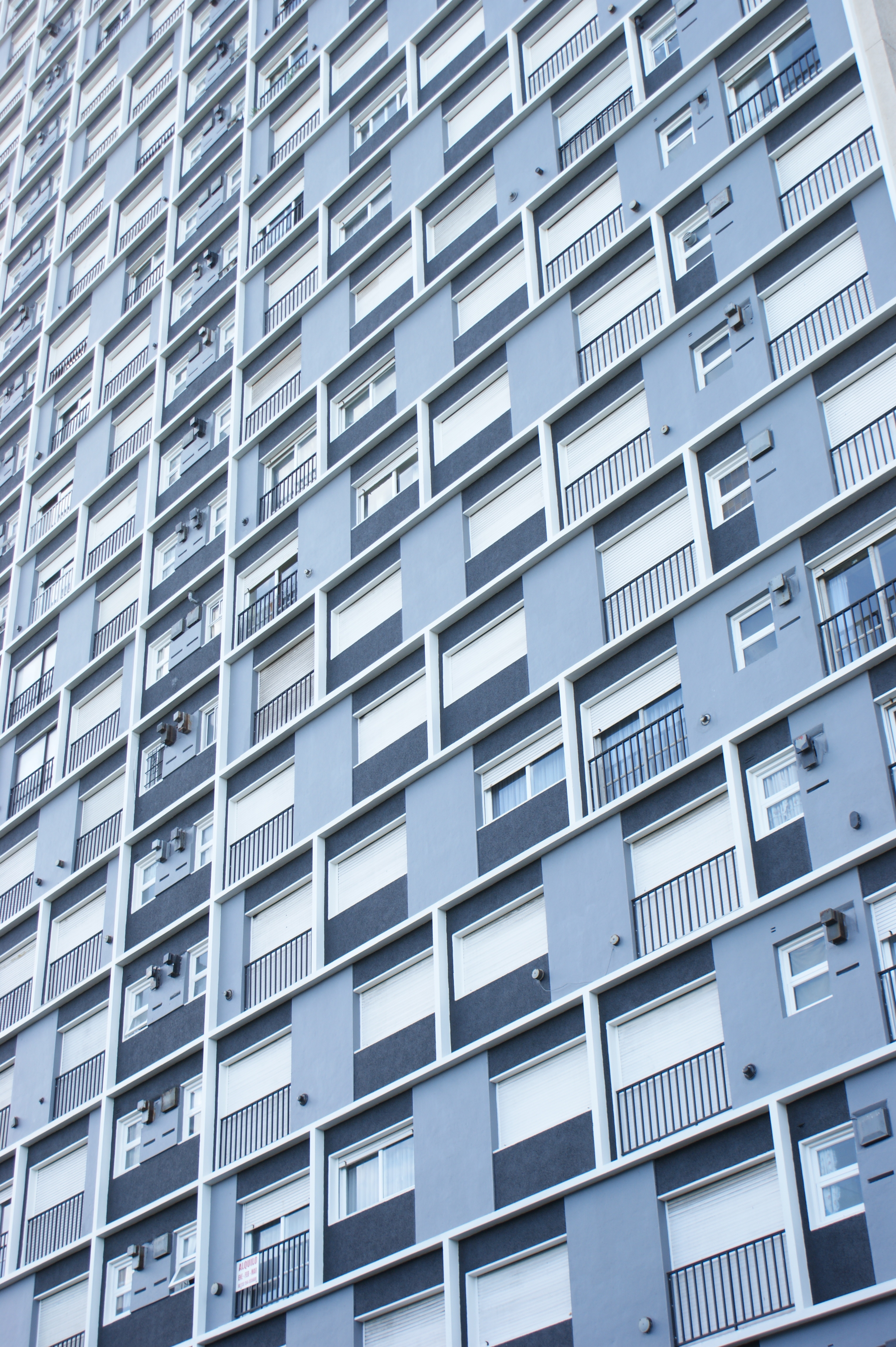
Detalle

En un sobrio estilo moderno, el edificio -de 88 metros de altura- se encuentra en un terreno esquinero de 2300 m². Consta de 2 subsuelos destinados a cocheras, y de dos cuerpos de diferente altura, dispuestos en forma de "L". El que da a la calle Buenos Aires, la Plaza Colón y el mar, posee 27 pisos con 11 departamentos por cada piso. El edificio que da a la calle Bolívar, tiene 18 pisos, con 6 departamentos por cada piso. Cada planta tiene 820 m² de superficie, siendo en total 20.000 m² de superficie cubierta.
El acceso al Palacio Edén se encuentra sobre la calle Bolívar, por un hall de entrada con decoración en cerámica y esgrafiado realizada por Ponciano Cárdenas Canedo.